# Spoorlijn Rommerskirchen - Holzheim
De spoorlijn Rommerskirchen - Holzheim is een nooit voltooide Duitse spoorlijn van Rommerskirchen naar Holzheim en zou als lijn 2619 onder beheer zijn van DB Netze.

## Geschiedenis
De bouw van het traject werd door de Preußische Staatseisenbahnen gestart in 1904. De lijn vormde samen met de lijnen Rech - Erftstadt, Erftstadt - Mödrath en Mödrath - Rommerskirchen de zogenaamde Strategischer Bahndamm. Deze dubbelsporige lijn moest een snelle verbinding tussen de Rijn bij Neuss en het Saarland gaan vormen.
Aan het einde van de Eerste Wereldoorlog was de onderbouw van de lijn grotendeels voltooid, maar op grond van het Verdrag van Versailles mocht wegens het vermeende strategische belang niet verder gebouwd worden. Om dezelfde reden is ook de lijn Rech - Erftstadt nooit voltooid.

## Aansluitingen
In de volgende plaatsen zou er een aansluiting zijn op de volgende spoorlijnen:
Rommerskirchen
DB 2601, spoorlijn tussen Mödrath en Rommerskirchen
DB 2611, spoorlijn tussen Keulen en Rheydt
Holzheim
DB 2580, spoorlijn tussen Düren en Neuss